# Nguyễn Phước Hoàng
Nguyễn Phước Hoàng (1921–2011) là một sĩ quan Quân đội nhân dân Việt Nam, nhà giáo Việt Nam, hàm Phó Giáo sư.

## Thân thế
Phó Giáo sư Nguyễn Phước Hoàng có tên khai sinh là Tôn Thất Hoàng, thuộc dòng dõi Hoàng tộc nhà Nguyễn, theo thế thứ là cháu bảy đời của chúa Nguyễn Phúc Chu. Cha ông là Tôn Thất Quảng, từng giữ chức vụ Thượng thư bộ Lễ, kiêm bộ Công trong triều đình nhà Nguyễn thuộc địa, hưu trí năm 1942.
Thuở nhỏ, ông theo học ở trường Thiên Hựu (trường Providence) thuộc Giáo hội Công giáo Pháp. Năm 1941, ông tốt nghiệp Tú tài toán và tiếp tục học lên ban Khoa học thuộc Trường Cao đẳng Sư phạm Đông Dương. Sau sự kiện Nhật đảo chính Pháp (tháng 3 năm 1945), Tôn Thất Hoàng cùng một số bạn học sắp tốt nghiệp theo học trường Thanh niên tiền tuyến Huế do Phan Anh và Tạ Quang Bửu sáng lập. Tháng 7, trường bắt đầu khai giảng với Hiệu trưởng là Phan Tử Lăng, trong số 43 học viên ngoài Tôn Thất Hoàng còn có Đặng Văn Việt, Võ Sum, Lê Thiệu Huy, Hoàng Xuân Bình, Nguyễn Thế Lâm, Nguyễn Thế Lương, Lê Quang Long, Mai Xuân Tần, Võ Quang Hồ, Đoàn Huyên, Phan Hàm, Đào Hữu Liêu,...

## Tham gia quân ngũ
Tháng 8 năm 1945, cách mạng tháng Tám nổ ra, Trường Thanh niên tiền tuyến Huế nhận lệnh từ Bộ chỉ huy quân sự tỉnh thành lập đơn vị Giải phóng quân Thuận Hóa. Ủy ban chấp hành Giải phóng quân được thành lập do Phan Hàm làm Trưởng, Cao Văn Khánh làm Phó, Tôn Thất Hoàng làm Thư ký, giữ con dấu của Ủy ban.
Ngày 23 tháng 10, ông cùng các bạn học như Nguyễn Thế Lâm, Lâm Quang Minh, Vũ Quang Hồ, Phan Nhĩ,... tham gia Chi bộ Nam tiến chi viện cho chiến trường Nha Trang. Tôn Thất Hoàng là trợ lý tác chiến cho Chỉ huy phó Mặt trận Nha Trang Hà Văn Lâu, sau đó kiêm chỉ huy căn cứ địa Đồng Trăn.
Tháng 1 năm 1946, Chi đội Bắc Bắc do Lư Giang chỉ huy đến chi viện cho chiến trường Khánh Hòa, Chi đội Thuận Hóa rút về vùng Láng Nhớt, Bồng Sơn đánh du kích. Duy nhất Tôn Thất Hoàng ở lại chiến đấu ở Đồng Trăn cho đến khi mặt trận bị vỡ vào mùng Một Tết (2 tháng 2 năm 1946). Ông bắt liên lạc được với Hà Văn Lâu, Nguyễn Minh Vĩ, Trần Chí Hiền,... đón phái đoàn Thanh tra của Chính phủ do Bộ trưởng Lê Văn Hiến dẫn đầu, từ Sài Gòn trở ra. Ông cùng một số đồng đội và bạn học được điều động về Trường Võ bị Trần Quốc Tuấn với cương vị Đại đội trưởng Đại đội 2 (C2). Tháng 5, Khóa 1 của Trường Võ bị Trần Quốc Tuấn bắt đầu khai giảng, và tốt nghiệp vào tháng 11 cùng năm.
Cuối năm 1946, Tôn Thất Hoàng cùng Hoàng Đình Phu được điều về Cục Quân giới đóng ở Ứng Hòa (Hà Đông). Ông tham gia Nha Nghiên cứu kỹ thuật Quân giới, được bổ nhiệm làm Trưởng phòng Tác chiến công dụng thuộc Nha. Tiếp đó Nha lần lượt được bổ sung Phạm Đồng Điện, Ngô Điền, Hoàng Xuân Tùy, Lê Khắc, Nguyễn Văn Thu, Nguyễn Trinh Tiếp, Đỗ Đức Dục, Nguyễn Văn Bào, Phạm Duy Khương, Nguyễn Đức Thừa, Bùi Minh Tiêu, Phan Văn Diên, Lê Văn Chiểu, Phan Tây, Phan Thượng Trí, Phạm Văn Ngân, Hồ Hữu Phương, Lê Phương Cảo... và cuối cùng là Hồ Thanh Kha. Dưới sự chỉ đạo của Cục trưởng Trần Đại Nghĩa, ông cùng các bạn học thời Cao đẳng (Hoàng Đình Phu, Phạm Đồng Điện, Ngô Điền, Lê Khắc, Phạm Duy Khương,...) tham gia nghiên cứu và chế tạo vũ khí, với thành công đầu tiên là súng bazooka kịp thời chi viện cho chiến trường Hà Đông.
Tháng 3 năm 1947, Nha Nghiên cứu kỹ thuật cùng Cục Quân giới rút về Tuyên Quang, ông cùng các đồng nghiệp tiếp tục tham gia chế tạo thành công các loại súng không giật SKZ 60, SKZ 81, SKZ 120, trong đó SKZ 60 đã lập công đầu trong trận Phố Ràng (1949). Theo Đại tá Hoàng Đình Phu, những người trực tiếp nghiên cứu, thí nghiệm và sản xuất các ngòi nổ điện cho đầu đạn 320 ly gồm Tôn Thất Hoàng, Nguyễn Văn Thu, Đỗ Đức Dục, Ngô Điền, Thái, Kha, Sâm.
Tháng 5 năm 1950, ông được chuyển sang làm Trưởng phòng Nghiên huấn thuộc Cục Pháo binh do Cục trưởng Trần Đại Nghĩa kiêm nhiệm. Trên cương vị này, ông đã tham gia đào tạo sĩ quan xạ kích lựu pháo 105mm, với những khẩu pháo mới thu được từ tay Pháp. Tháng 7 năm 1951, Cục pháo binh chuyển thành Bộ tư lệnh Pháo binh, ông được bổ nhiệm làm Tiểu đoàn trưởng, quyền Tham mưu trưởng Trung đoàn 34 (45) lựu pháo, tham gia nhiều trận chiến quan trọng, trong đó có trận đồi A1 trong Chiến dịch Điện Biên Phủ.
Năm 1954, trước Chiến dịch Điện Biên Phủ, ông được trao quân hàm Thiếu tá. Năm 1958, ông tiếp tục được phong quân hàm Thiếu tá khi đang giữ chức Trung đoàn phó. Theo lời tự thuật, trong suốt 14 năm tham gia quân ngũ, ông chưa từng bị thương bởi bom đạn mà chỉ phải điều trị một lần duy nhất do sốt rét.

## Sau quân ngũ
Tháng 2 năm 1959, ông rời quân ngũ, về công tác tại trường Đại học Bách khoa Hà Nội do Tạ Quang Bửu làm Hiệu trưởng. Ban đầu, ông làm cán bộ giảng dạy "tập sự" kiêm thí nghiệm viên thủy lực.
Năm 1964, ông trở thành trưởng Bộ môn, để lại nhiều đóng góp vào ngành Thủy khí động lực-cơ học chất lỏng kỹ thuật của Việt Nam.
Năm 1984, nhà giáo Nguyễn Phước Hoàng được Nhà nước phong hàm Phó Giáo sư. Năm 1987, ông về hưu. Những năm cuối đời, ông và gia đình sinh sống ở Thành phố Hồ Chí Minh và mất vào năm 2011.

## Gia đình
Vợ của PGS Tôn Thất Hoàng là bà Nguyễn Thị Xuân Phượng, con gái của Đốc học Đà Lạt, Phan Rí, có mẹ là người Huế. Hai ông bà quen nhau ở Huế, nhưng sau đó thất lạc. Năm 1949, hai người tái ngộ ở chiến khu Việt Bắc, tổ chức đám cưới tập thể cùng với vợ chồng tướng Cao Văn Khánh, nhà thơ Vĩnh Mai, nhà báo Đào Phan,... với sự tham dự của các thủ trưởng Tạ Quang Bửu, Trần Đại Nghĩa,... Ban đầu, bà Xuân Phượng làm nghề y, nhưng sau đó chuyển nghề làm đạo diễn phim tài liệu. Hai người có ba con trai là Nguyễn Phước, Nguyễn Phương và Nguyễn Phong.

## Nhận xét
- ...Thành phố Hồ Chí Minh có một người "đặc biệt". Đặc biệt, vì ông là con nhà dòng dõi sớm từ bỏ vinh hoa, phú quý thực sự dấn thân vào cuộc cách mạng giải phóng dân tộc, có nhiều chiến công vẻ vang. Thời bình, lại lặng lẽ về với đời thường, không đòi hỏi một đãi ngộ gì. Ông là Nguyễn Phước Hoàng... (Phạm Quang Đẩu)[3]

## Danh hiệu
- Huân chương Kháng chiến hạng Nhì[18]
- Huân chương Lao động

## Tác phẩm

### Sách
- Thủy lực và máy thủy lực - Tập 1, Thủy lực đại cương (1970, chủ biên).
- Bài tập thủy lực và máy thủy lực: Toàn tập (1976, chủ biên).

### Bài viết
- Giáo sư Tạ Quang Bửu, thày Bửu, anh Bửu nhà hoạt động xã hội (in trong sách Quốc học Huế xưa và nay).[11][19]
- Vài mẫu chuyện về anh Hoàng Xuân Bình (in trong sách Trường Thanh niên Tiền tuyến Huế - 1945 "một hiện tượng lịch sử").[5]